# 佐藤久雄
佐藤 久雄（さとう ひさお、1900年（明治33年）1月9日 - 1982年（昭和57年）2月14日）は、日本の実業家、政治家。衆議院議員。旧姓・杉野。

## 経歴
富山県東礪波郡出町（砺波町を経て現砺波市）で、杉野久松の二男として生まれる。1918年（大正7年）砺波中学校（現富山県立砺波高等学校）を卒業。1924年（大正13年）早稲田大学商学部を卒業し佐藤組（現佐藤工業）に入社した。1925年（大正14年）佐藤與左衛門の養子となる。佐藤工業営業部長を経て、1940年（昭和15年）代表取締役、1945年（昭和20年）取締役社長を歴任。
また、柳瀬村会議員、大阪財務局（現近畿財務局）管内所得審査委員、富山県東礪波郡地方事務所参与などを務めた。1946年（昭和21年）4月、 第22回衆議院議員総選挙に富山県選挙区から日本進歩党所属で出馬して当選し、衆議院議員を1期務めた。この間、第1次吉田内閣・厚生参与官、日本進歩党総務、同党富山県支部長を務めた。
1947年（昭和22年）公職追放となる。その後、1951年（昭和26年）富山県建設労働基準協会長、1952年（昭和27年）富山県建設業協会長、1970年（昭和45年）富山県公安委員長などを歴任した。
1982年2月、胃潰瘍のため砺波市寿町の高橋外科医院で死去した。